# Historicidad
La historicidad es la realidad histórica de personas y tomar varios eventos, es decir, la cualidad de ser parte de la historia en lugar de ser un mito, una leyenda o una ficción histórica. La historicidad expresa actualidad histórica, autenticidad, factualidad y se centra en el verdadero valor de las afirmaciones de conocimiento sobre el pasado.
El concepto de historicidad es «una pieza clave del discurso histórico y filosófico contemporáneo».

## Concepto
Algunos teóricos caracterizan la historicidad como una dimensión de todo fenómeno natural que tenga lugar en el espacio y el tiempo. Otros la caracterizan como un atributo reservado a ciertos fenómenos humanos, de forma coincidente con la práctica de la historiografía. Para Herbert Marcuse, historicidad es lo que "define la historia y así la distingue de la 'naturaleza' o la 'economía'" y "denota el significado que entendemos cuando decimos de algo que es 'histórico'". Para Wilhelm Dilthey la historicidad identifica a los seres humanos como seres históricos únicos y concretos.
Lo que toca a la historicidad no son simplemente las cuestiones acerca de «qué pasó realmente», sino cómo los observadores posteriores pueden llegar a ese conocimiento. Esto último está estrechamente vinculado a la práctica de la investigación histórica y a la metodología de la historia, a través del análisis de la fiabilidad de las fuentes primarias y otras evidencias. Dado que hay discrepancias metodológicas entre los historiadores, no es posible recucir la historicidad a una estructura simple que pueda ser representada de forma evidente para todos. Para algunos enfoques metodológicos (como el historicismo), la historicidad puede estar sujeta a construcciones de la historia basadas en submerged value commitments.
La cuestión de la historicidad es particularmente relevante para cuestiones literarias (por ejemplo, la historicidad de la Iliada) y religiosas, en las que el compromiso personal pueden influenciar la elección de la metodología de investigación.
Entre los creadores del concepto de historicidad como una dimensión específica humana se encuentran:
- Giambattista Vico: la historicidad se entiende como el hecho establecido de que toda realidad humana tiene su historia.[12]
- Hegel: al menos de manera ocasional, al tratar su historia mundial y del Derecho.
- Wilhelm Dilthey: para él, la vida humana sólo puede entenderse en referencia a la historicidad de la existencia humana.[13] Si bien en Dilthey la historicidad está relacionada con el relativismo histórico, a su vez serviría hermenéuticamente para superar dicho relativismo.[14]

### En Hans-Georg Gadamer

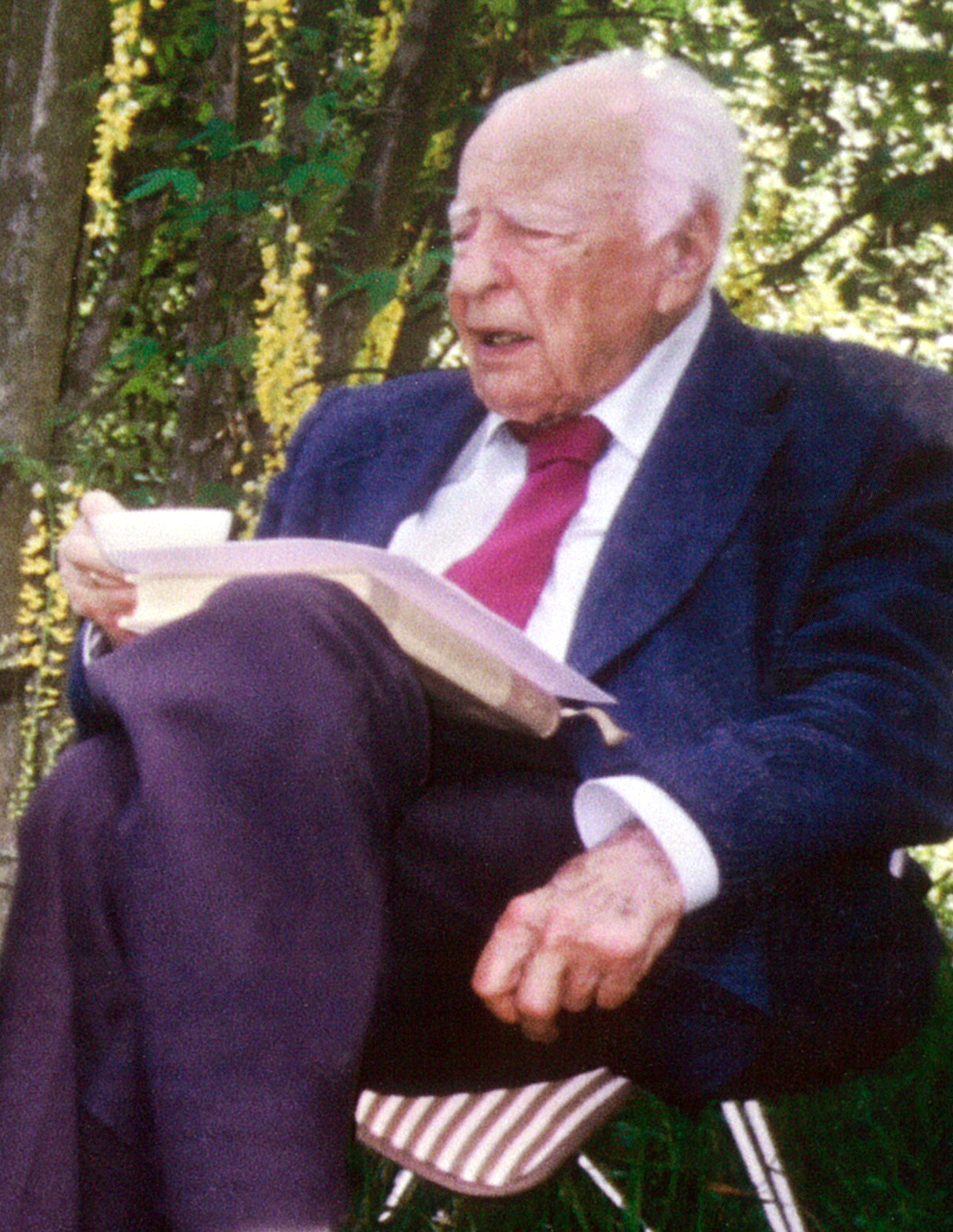
Hans-Georg Gadamer en el año 2000.

Para el filósofo alemán Hans-Georg Gadamer los textos son los instrumentos de comunicación que ligan las culturas, incluso la del historiador que es quien interpreta, a través de estos instrumentos se da el diálogo en el tiempo, en el marco de una ciencia del espíritu, es decir desde la historicidad individual. A través de la Historia es que el ser humano puede llegar a comprenderse a sí mismo. Por ello Gadamer plantea que lo más importante no es encontrar la estructura histórica, como la época, sino comprender nuestro presente. Lo que se conserva del pasado tiene un significado propio, y por tanto, es la realización de la tradición en la cotidianidad que tiene como función formular preguntas acerca de lo que hemos llegado a ser y cuyas respuestas nos permiten esbozar el futuro.
No es solo que la tradición histórica y el orden de vida natural formen la unidad del mundo en que vivimos como hombres; el modo como nos experimentamos unos a otros, como experimentamos las tradiciones históricas, las condiciones naturales de nuestra existencia y de nuestro mundo forma un auténtico universo hermenéutico con respecto al cual nosotros no estamos encerrados entre barreras inseparables sino abiertos a él.